# Conus thomae
Conus thomae is een in zee levende slakkensoort uit het geslacht Conus. De slak behoort tot de familie Conidae. Conus thomae werd in 1791 beschreven door Gmelin. Net zoals alle soorten binnen het geslacht Conus zijn deze slakken roofzuchtig en giftig. Zij bezitten een harpoenachtige structuur waarmee ze hun prooi kunnen steken en verlammen.